# هارلوتون
هارلوتون (مونتانا) (بالإنجليزية: Harlowton, Montana)‏ هي مدينة تقع في الولايات المتحدة في مقاطعة ويتلاند، مونتانا. يقدر عدد سكانها بـ 997 نسمة ومساحتها 1.50 كم2 وترتفع عن سطح البحر 1,279 متر.

## التركيبة السكانية
قام مكتب تعداد الولايات المتحدة بتحديد بيانات التركيبة السكانية لهارلوتونفي تعداد الولايات المتحدة. في ما يلي، التركيبة السكانية حسب تعدادي 2000 و2010.

### تعداد عام 2000
بلغ عدد سكان هارلم 848 نسمة بحسب تعداد عام 2000، وبلغ عدد الأسر 332 أسرة وعدد العائلات 232 عائلة مقيمة في المدينة. في حين سجلت الكثافة السكانية 1,976.7 نسمة لكل ميل مربع (763.2/كم2). وبلغ عدد الوحدات السكنية 401 وحدة بمتوسط كثافة قدره 934.7 نسمة لكل ميل مربع (360.9/كم2).
وتوزع التركيب العرقي للمدينة بنسبة 52.59% من البيض و 42.57% من الأمريكيين الأصليين و 0.24% من الأمريكيين ذوي الأصول الآسيوية و 0.24% من الأمريكيين الأفارقة و 4.25% من عرقين مختلطين أو أكثر.
بلغ عدد الأسر 332 أسرة كانت نسبة 33.4% منها لديها أطفال تحت سن الثامنة عشر تعيش معهم، وبلغت نسبة الأزواج القاطنين مع بعضهم البعض 51.2% من أصل المجموع الكلي للأسر، ونسبة 15.1% من الأسر كان لديها معيلات من الإناث دون وجود شريك، وكانت نسبة 30.1% من غير العائلات. تألفت نسبة 29.5% من أصل جميع الأسر من أفراد ونسبة 11.7% كانوا يعيش معهم شخص وحيد يبلغ من العمر 65 عاماً فما فوق. وبلغ متوسط حجم الأسرة المعيشية 3.09، أما متوسط حجم العائلات فبلغ 2.50.
بلغ العمر الوسطي للسكان 37 عاماً. وكانت نسبة 29.4% من القاطنين تحت سن الثامنة عشر، وكانت نسبة 7.9% بين الثامنة عشر والأربعة وعشرون عاماً، ونسبة 22.4% كانت واقعةً في الفئة العمرية ما بين الخامسة والعشرون حتى والأربعة وأربعون عاماً، ونسبة 23.7% كانت ما بين الخامسة والأربعون حتى الرابعة والستون، ونسبة 16.6% كانت ضمن فئة الخامسة والستون عاماً فما فوق. يوجد لكل 100 أنثى 89.7 ذكر، ويوجد لكل 100 أنثى في الثامنة عشر من عمرها فما فوق 93.2 ذكر.
بلغ متوسط دخل الأسرة في المدينة 27,794 دولار، أما متوسط دخل العائلة فبلغ 33,828 دولار. وكان متوسط دخل الذكور 24,145 دولار مقابل 21,750 دولار للإناث. وسجل دخل الفرد الخاص بالمدينة 13,295 دولار. وكانت نسبة 16.5% من العائلات ونسبة 23.0% من السكان تحت خط الفقر، وكان من هؤلاء نسبة 32.8% تحت سن الثامنة عشر ونسبة 8.5% في الخامسة والستين من العمر وما فوق.

### تعداد عام 2010
بلغ عدد سكان هارلم 808 نسمة بحسب تعداد عام 2010، وبلغ عدد الأسر 307 أسرة وعدد العائلات 204 عائلة مقيمة في المدينة. في حين سجلت الكثافة السكانية 1,879.1 نسمة لكل ميل مربع (725.5/كم2). وبلغ عدد الوحدات السكنية 359 وحدة بمتوسط كثافة قدره 834.9 لكل ميل مربع (322.4/كم2).
وتوزع التركيب العرقي للمدينة بنسبة 42.1% من البيض و 52.2% من الأمريكيين الأصليين و 0.1% من سكان جزر المحيط الهادئ و 5.4% من عرقين مختلطين أو أكثر.
بلغ عدد الأسر 307 أسرة كانت نسبة 36.2% منها لديها أطفال تحت سن الثامنة عشر تعيش معهم، وبلغت نسبة الأزواج القاطنين مع بعضهم البعض 44.6% من أصل المجموع الكلي للأسر، ونسبة 15.6% من الأسر كان لديها معيلات من الإناث دون وجود شريك، بينما كانت نسبة 6.2% من الأسر لديها معيلون من الذكور دون وجود شريكة وكانت نسبة 33.6% من غير العائلات. تألفت نسبة 29.6% من أصل جميع الأسر من أفراد ونسبة 14.7% كانوا يعيش معهم شخص وحيد يبلغ من العمر 65 عاماً فما فوق. وبلغ متوسط حجم الأسرة المعيشية 3.08، أما متوسط حجم العائلات فبلغ 2.49.
بلغ العمر الوسطي للسكان 36.6 عاماً. وكانت نسبة 28.6% من القاطنين تحت سن الثامنة عشر، وكانت نسبة 8.5% بين الثامنة عشر والأربعة وعشرون عاماً، ونسبة 22.4% كانت واقعةً في الفئة العمرية ما بين الخامسة والعشرون حتى والأربعة وأربعون عاماً، ونسبة 23.7% كانت ما بين الخامسة والأربعون حتى الرابعة والستون، ونسبة 17% كانت ضمن فئة الخامسة والستون عاماً فما فوق. وتوزع التركيب الجنسي للسكان بنسبة 45.3% ذكور و54.7% إناث.